# Matthias (Tysk-romerske rige)
Matthias (24. februar 1557 – 20. marts 1619) ver Kejser i det Tysk-romerske rige fra 1612-1619; Han var søn af kejser Maximilian 2. og bror til Rudolf 2.
Den 4. december 1611 giftede Matthias sig med Anna af Tyrol.